# Crime passionnel (film)
Pour les articles homonymes, voir Crime passionnel (homonymie) et Fallen Angel.
Pour plus de détails, voir Fiche technique et Distribution.
Crime passionnel (Fallen Angel) est un film américain d'Otto Preminger sorti en 1945.

## Synopsis
Sans un sou Eric Stanton ne peut continuer son voyage, il descend d’un bus et échoue à Walton, une petite ville de la côte californienne. Il se retrouve dans un petit café sur la plage et fait connaissance de Pop, le propriétaire, de Mark Judd, un ancien policier new-yorkais, et de Dave Atkins. Tout ce petit monde gravite autour de la belle serveuse du bar, Stella. Stanton, attiré, courtise en vain Stella qui, lasse des aventures sans lendemain, n’aspire qu’à se marier. Pour se faire de l’argent, Stanton s’acoquine avec un charlatan qui fait un numéro de spiritisme. Il doit faire de la publicité pour attirer du monde à une séance publique et décide de persuader les deux filles de l’ancien maire de la ville, June et Clara Mills, d’assister à la représentation espérant, grâce à leur réputation, drainer d’autres personnes. C’est un succès et le professeur Madley lui propose de le suivre dans ses tournées, Stanton refuse espérant conquérir Stella. Mais la serveuse repousse toujours ses avances, Stanton lui propose alors de patienter en promettant de se procurer l’argent nécessaire pour la sortir de sa condition. Il a en effet le projet de séduire la riche June Mills pour extorquer sa fortune. Sans grande expérience, June se laisse séduire et en moins d’une semaine, ils se marient. Le soir même, s’échappant du lit conjugal, il ne peut s’empêcher de retrouver Stella pour lui annoncer la réussite de son plan. Mais apprenant son mariage, Stella l’éconduit sans ménagement. Le lendemain matin, la jeune femme est retrouvée assassinée. Mark Judd, fort de son expérience, aide la police locale à enquêter. Il procède à un interrogatoire musclé sur Dave Atkins, soupçonné d’être l’amant de Stella, puis il interroge Stanton. Celui-ci décide de s’enfuir à San Francisco avec June. Ils se retrouvent dans un hôtel minable et Stanton raconte la vie minable qu’il a menée à sa femme dans la plus grande franchise. Le lendemain June est arrêtée et Stanton décide de retourner à Walton, pour enquêter. Il démasque Mark Judd, amoureux de Stella depuis deux ans, elle l’avait repoussé le sachant marié et incapable d’obtenir son divorce. Stanton reste avec June sincèrement amoureuse de lui.

## Fiche technique
- Titre : Crime passionnel
- Titre original : Fallen angel
- Réalisation : Otto Preminger, assisté de George Schaefer et Otto Brower (non crédités)
- Production : Otto Preminger
- Société de production : Twentieth Century Fox
- Distribution : Twentieth Century Fox
- Scénario : Harry Kleiner d'après le roman de Marty Holland
- Musique : David Raksin
- Photographie : Joseph LaShelle
- Direction artistique : Lyle Wheeler et Leland Fuller
- Costumes: Bonnie Cashin
- Montage : Harrington Ford (dit Harry) Reynolds
- Pays de production : États-Unis
- Langue : anglais
- Format : Noir et blanc - Son : Mono (Western Electric Recording)
- Genre : film noir
- Durée : 98 minutes
- Date de sortie :
  - États-Unis : 7 novembre 1945 première à Dallas

## Distribution
- Dana Andrews (VF : Roger Till) : Eric Stanton
- Alice Faye : June Mills
- Linda Darnell (VF : Claire Guibert) : Stella
- Charles Bickford (VF : Pierre Morin) : Mark Judd
- Anne Revere : Clara Mills
- Bruce Cabot (VF : Jean Clarieux) : Dave Atkins
- John Carradine (VF : Fernand Rauzena) : Professeur Madley
- Percy Kilbride (VF : Camille Guérini) : Pop
- Olin Howlin : Joe Ellis
- Wally Wales : Johnson
- Mira McKinney : Mme Judd

Et, parmi les acteurs non crédités :
- Dorothy Adams : Une voisine de Stella
- Jimmy Conlin : Un employé d'hôtel à Walton
- J. Farrell MacDonald : Un garde à la banque

## Autour du film
- Tournage en extérieurs à Orange en Californie du 1er mai au 28 juin 1945[1].
- Crime passionnel marqua le retour après deux ans d'absence à l'écran, d'Alice Faye, à la suite de la naissance de sa seconde fille. L'actrice, qui était à l'époque la star la plus rentable de la Fox, était lassée du traitement que lui réservait le studio, et avait déjà songé à prendre sa retraite, mais son public l'en dissuada. Darryl F. Zanuck lui proposa alors ce film noir, totalement différent des comédies musicales qu'elle tournait habituellement. De plus, Otto Preminger était un réalisateur auréolé du succès de Laura qui avait fait de Gene Tierney une star. Mais le résultat lors de l'avant-première la déçut profondément : estimant avoir été lésée au profit de Linda Darnell, l'autre vedette féminine du film, Faye alla trouver Zanuck pour lui jeter au visage les clés de sa loge et les miettes de son contrat, avant de quitter la Fox pour ne plus y revenir. Elle disparut des écrans durant pas moins de dix sept ans, mais resta immensément populaire, en raison de l'émission radio qu'elle anima avec son mari, Phil Harris.

## Critique
- « À l’instar de nombreuses femmes fatales issues du milieu prolétaire, Stella est condamnée. Cette condamnation est à la fois individuelle et culturelle en ce sens que la société patriarcale dominante à l’époque classique du Film noir réprimait les femmes dont le comportement violait ses principes. »[2]